# KV Hooikt
KV Hooikt is een Belgische provinciale voetbalclub uit Koningshooikt, een deelgemeente van Lier. De naam Hooikt werd onttrokken uit de naam Koningshooikt. De club is aangesloten bij de Belgische Voetbalbond met stamnummer 2682 en heeft blauw en wit als clubkleuren.

## Geschiedenis
KV Hooikt werd op 16 januari 1938 opgericht onder de naam FC Hooikt. De aansluiting bij de KBVB gebeurde 7 maanden later, op 25 augustus 1938. Vanaf die datum draagt KV Hooikt het stamnummer 2682. De naamsverandering naar KV Hooikt gebeurde in 1971.
KV Hooikt speelde vanaf het begin tot op heden in het gemeentelijk sportcentrum in Koningshooikt, gelegen in de Beekstraat.
Vanaf 2003 heeft KV Hooikt een officiële website. Aan deze site is een forum verbonden waardoor bestuur, trainers, afgevaardigden, spelers, supporters, ... hun bijdrage kunnen leveren door onder andere het schrijven van wedstrijdverslagen.
De ploeg speelde in het seizoen 2001-2002 in Derde Provinciale in Antwerpen. Trainer Carl Verlinden kreeg een kern onder handen waarvan verscheidene spelers eveneens op zaterdag in het liefhebbersverbonden speelden. Vooral door het gebrek aan fysieke fitheid van belangrijke spelers werden geen goede resultaten bereikt. Het gebrek aan punten leidde tijdens de winterstop tot een trainerswissel. Danny Helsen moest de spelers de nodige motivatie bijbrengen. Ook hij slaagde niet in zijn opzet. De club moest nogmaals uitkomen in de eindronde voor de dalers. Ondanks de winst van de eindronde moest Hooikt toch degraderen door het groot aantal dalers in Vierde Klasse.
Voor het seizoen 2002/03 kende de club wat financiële onrusten. Begin 2002 kreeg men een controle van de btw-diensten. Dat onderzoek resulteerde in een hoge boete, die door de voorzitter/penningmeester L. Van Deuren kon teruggebracht worden tot een navordering van 5360,00 euro. Om de schulden te kunnen betalen moest het lidgeld verhoogd worden tot 65 euro voor de jeugdspelers en tot 100 euro voor de senioren, ook de drankprijzen in de kantine werden verhoogd. Opnieuw verlieten enkele spelers de club. Ondanks enkele nieuwe spelers, maar vooral door zware kwetsuren van belangrijke spelers, slaagde het eerste elftal er niet een behoorlijk spelpeil te bereiken. De resultaten bleven uit en de club ging de winterstop in als voorlaatste met 6 punten. Dit was het dieptepunt in de lange geschiedenis van de club. Het enige lichtpunt van dit sportief dieptepunt was de gezonde financiële toestand. De terugronde verliep niet veel beter en de club eindigde het seizoen als 13e van 15 ploegen met 20 punten en een doelsaldo van 40 voor en 76 tegen. Bij de jeugd ging het iets beter, de scholieren speelden kampioen in hun reeks zodat er hoop was voor de toekomst van de club.
In 2003/04 eindigde de club op een vijfde plaats (14 ploegen) met 14 gewonnen wedstrijden, 8 gelijkspelen en 4 nederlagen. Het doelsaldo bedroeg 60-38. Nadat het vorige jaar de scholieren de titel behaalden, mocht de club dit seizoen juichen om de kampioenstitel van 2 miniemenploegen. Een aangenamer verrassing was de goedkeuring van de begroting van de gemeenteraad van Lier van december. Daarin stond een bedrag vermeld van 400.000 euro voor de vernieuwing van het sportcentrum. Door de verplaatsing van de nieuwbouw met 8 kleedkamers en de kantine kan het zo noodzakelijke derde terrein aangelegd worden.
In het seizoen 2004-2005 bleef de kern praktisch ongewijzigd. Enkel Jurgen Peeters verliet KV Hooikt om zijn geluk te beproeven bij FC. Itegem. Dit was wel een verlies voor de productiviteit van de aanval van de club omdat hij een echte goalgetter was. Enkele jongeren van K. Lyra TSV moesten het verlies van de topscorer opvangen.

## Resultaten
| Seizoen | Klasse | Klasse | Klasse | Klasse | Klasse | Klasse | Klasse | Klasse | Klasse | Reeks                                                    | Punten                                                   | Opmerkingen                                              |
|         | I      | I      | II     | III    | IV     | P.I    | P.II   | P.III  | P.IV   |                                                          |                                                          |                                                          |
| ------- | ------ | ------ | ------ | ------ | ------ | ------ | ------ | ------ | ------ | -------------------------------------------------------- | -------------------------------------------------------- | -------------------------------------------------------- |
| 2003/04 |        |        |        |        |        |        |        |        | 5      | Vierde Prov. Antw. B                                     | 46                                                       |                                                          |
| 2004/05 |        |        |        |        |        |        |        |        | 10     | Vierde Prov. Antw. C                                     | 33                                                       |                                                          |
| 2005/06 |        |        |        |        |        |        |        |        | 4      | Vierde Prov. Antw. B                                     | 55                                                       |                                                          |
| 2006/07 |        |        |        |        |        |        |        |        | 1      | Vierde Prov. Antw. C                                     | 62                                                       |                                                          |
| 2007/08 |        |        |        |        |        |        |        | 11     |        | Derde Prov. Antw. C                                      | 35                                                       |                                                          |
| 2008/09 |        |        |        |        |        |        |        | 6      |        | Derde Prov. Antw. C                                      | 50                                                       |                                                          |
| 2009/10 |        |        |        |        |        |        |        | 3      |        | Derde Prov. Antw. B                                      | 50                                                       |                                                          |
| 2010/11 |        |        |        |        |        |        |        | 1      |        | Derde Prov. Antw. A                                      | 69                                                       |                                                          |
| 2011/12 |        |        |        |        |        |        | 7      |        |        | Tweede Prov. Antw. A                                     | 47                                                       |                                                          |
| 2012/13 |        |        |        |        |        |        | 5      |        |        | Tweede Prov. Antw. A                                     | 46                                                       |                                                          |
| 2013/14 |        |        |        |        |        |        | 10     |        |        | Tweede Prov. Antw. A                                     | 35                                                       |                                                          |
| 2014/15 |        |        |        |        |        |        | 16     |        |        | Tweede Prov. Antw. A                                     | 21                                                       |                                                          |
| 2015/16 |        |        |        |        |        |        |        | 8      |        | Derde Prov. Antw. B                                      | 38                                                       |                                                          |
|         | 1A     | 1B     | 1Am    | 2Am    | 3Am    | P.I    | P.II   | P.III  | P.IV   | Vanaf 2016-17 zijn er 3 nationale en 2 regionale niveaus | Vanaf 2016-17 zijn er 3 nationale en 2 regionale niveaus | Vanaf 2016-17 zijn er 3 nationale en 2 regionale niveaus |
| 2016/17 |        |        |        |        |        |        |        | 4      |        | Derde Prov. Antw. B                                      | 53                                                       |                                                          |
| 2017/18 |        |        |        |        |        |        |        | 6      |        | Derde Prov. Antw. B                                      | 44                                                       |                                                          |
| 2018/19 |        |        |        |        |        |        |        | 7      |        | Derde Prov. Antw. B                                      | 46                                                       |                                                          |
| 2019/20 |        |        |        |        |        |        |        | 11     |        | Derde Prov. Antw. B                                      | 32,24                                                    |                                                          |
| 2020/21 |        |        |        |        |        |        |        | -      |        | Derde Prov. Antw. B                                      | -                                                        | Seizoen geschrapt wegens Covid-19                        |
| 2021/22 |        |        |        |        |        |        |        | 2      |        | Derde Prov. Antw. C                                      | 59                                                       | Promotie via eindronde                                   |
| 2022/23 |        |        |        |        |        |        | 5      |        |        | Tweede Prov. Antw. A                                     | 55                                                       |                                                          |
| 2023/24 |        |        |        |        |        |        | 4      |        |        | Tweede Prov. Antw. A                                     | 55                                                       | Promotie via winst in de eindronde                       |
| 2024/25 |        |        |        |        |        | 13     |        |        |        | Eerste Prov. Antw.                                       | 31                                                       | Beslist te herstarten in 4e Provinciale                  |
| 2025/26 |        |        |        |        |        |        |        |        |        | Vierde Prov. Antw. D                                     | 31                                                       |                                                          |

## Bekende ex-spelers
- Sven Vermant